# Лов и риболов
«Улов и Рыболов» — ежемесячный журнал о охоте, рыбной ловле и природе для широкого круга читателей.

## История
Издание является одним из самых старых журналов Болгарии.
Первый номер газеты малого формата «Ловецъ» вышел 1 августа 1895 года. Первоначально, в 1895 - 1897 гг. газета являлась печатным изданием Софийского охотничье-стрелкового общества «Соколъ», в 1897 - 1899 годы издавалась охотничьим обществом Болгарии, а с 1900 до 1947 года была печатным органом всех охотничьих организаций и объединений страны.
После объединения в 1947 году охотничье-стрелковой организации "Сокол" и союза рыболовов в Народный охотничье-рыболовный союз Болгарии, с 1948 года издание стало ежемесячным журналом Народного охотничье-рыболовного союза НРБ.
С 1955 года издание стало "солидным журналом" (с увеличенным количеством страниц и иллюстрациями), с 1956 года журнал выходит под названием «Лов и риболов».
В 1960 году журнал перешёл на глубокую двухцветную печать.